# ファイトケミカル

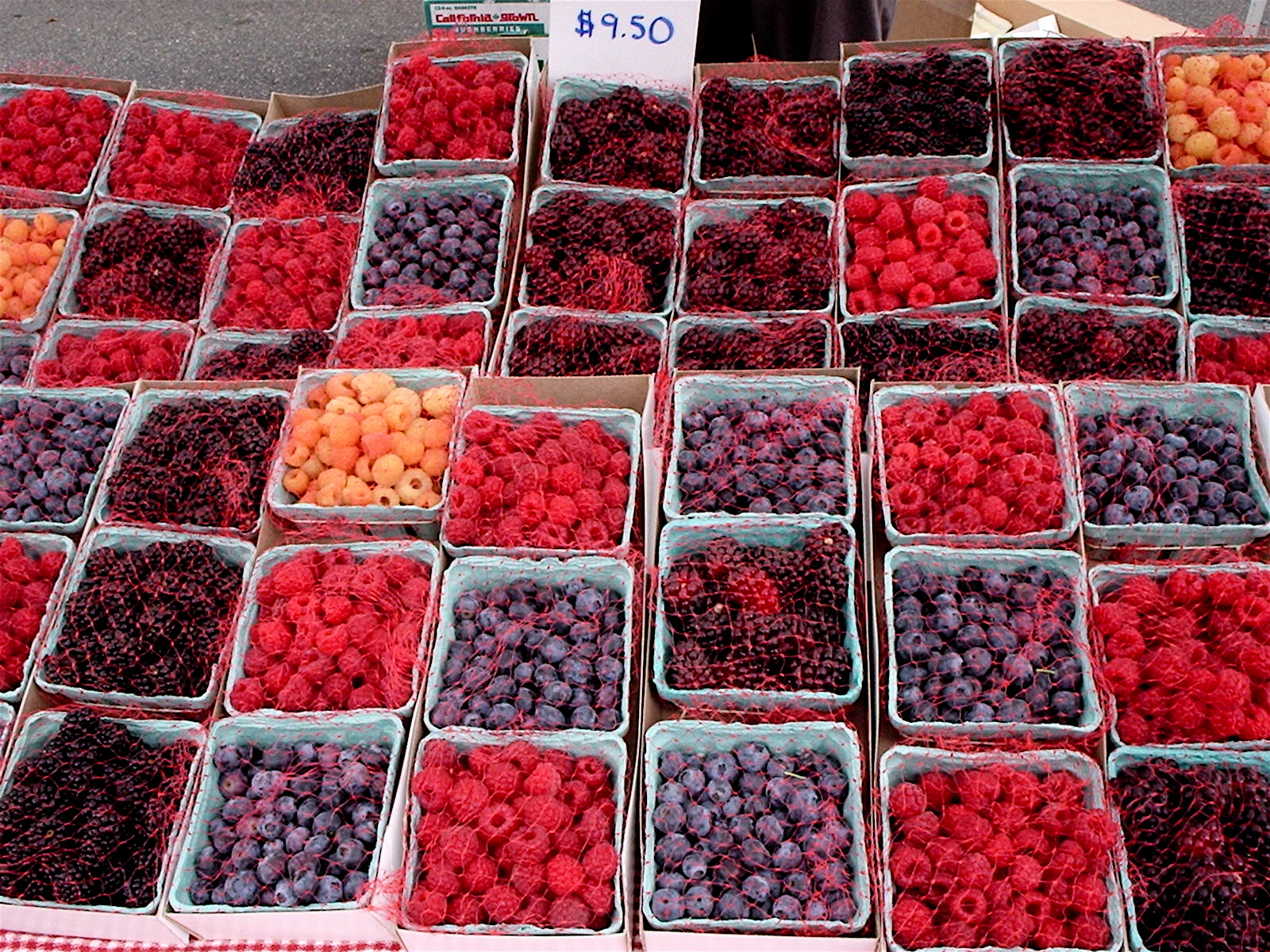
ベリーの赤、青、紫の色は、主にアントシアニンと呼ばれるポリフェノールのファイトケミカルに由来する

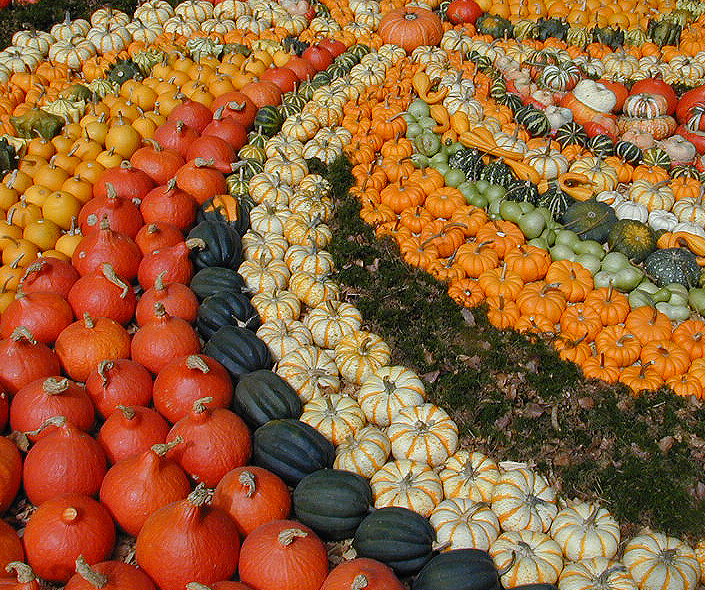
カボチャを含むウリ科の果物は、カロテノイドと呼ばれる植物化学色素を多く含んでいる

ファイトケミカルまたはフィトケミカル（英: phytochemical、植物性化学物質）は、植物が捕食者や病原体から身を守るために生成する化合物である。名前はギリシャ語のφυτόν（フィトン）「植物」に由来する。ファイトケミカルの中には、毒薬として使われるものもあれば、伝統薬として使われるものもある。
ファイトケミカルは、一般的に健康への影響が確立されていない研究中の植物性化合物を指す言葉として使用され、必須栄養素（体内で生成できず健康のために食事から摂らなればならない栄養素）ではない。健康的な食事の効果が、特定の栄養素やファイトケミカルによるものであるという証拠は限られている。欧米の食品表示を管理する規制当局は、食品や栄養成分表示におけるファイトケミカルに関する健康強調表示を制限または抑止するためのガイダンスを業界に対して提供している。

## 定義
ファイトケミカルは、植物が一次または二次代謝によって生産する化学物質である。 一般的に植物体内で生物活性を持ち、植物の成長や競争相手、病原菌、捕食者に対する防御の役割を果たす。
ファイトケミカルは、健康への影響の証明がまだ確立されていないため、一般的に必須栄養素ではなく、研究用化合物とみなされている。研究中のファイトケミカルは、フェノール酸、フラボノイド、スチルベンまたはリグナンを含むカロテノイドおよびポリフェノールのような主要なカテゴリーに分類することができる。フラボノイドは、アントシアニン、フラボン、フラバノン、イソフラボン、フラバノールなどの類似した化学構造に基づいてさらにグループに分けることができる。フラバノールはさらにカテキン、エピカテキン、プロアントシアニジンに分類される。合計で5 - 13万のファイトケミカルが発見されている。
植物化学者は、まず原植物から化合物を抽出・単離し、次にその構造を決定したり、細胞株を用いたin vitro(試験管内で)の試験や実験動物を用いたin vivo(生体内で)の研究などの実験室モデル系で試験することにより、ファイトケミカルを研究している。
アスタキサンチンのように食物連鎖で魚に多く取り込まれているものなどもあり、必ずしも植物からしか摂取できないわけでもない。

## 使用の歴史

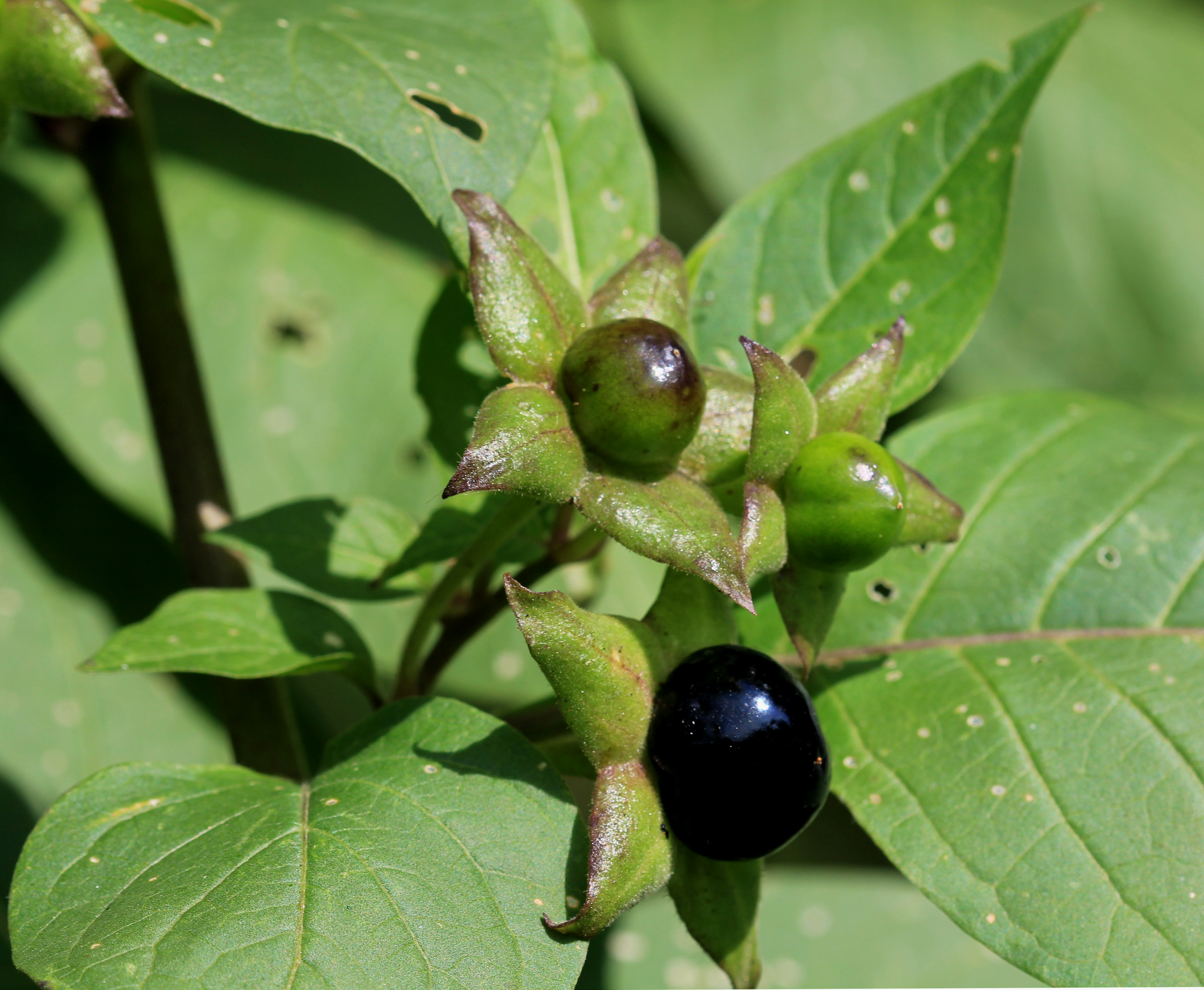
ベラドンナの実

ファイトケミカルは、細胞内での作用やメカニズムに関する具体的な知識がないまま、毒薬として、また伝統薬として使われてきた。例えば、抗炎症作用や鎮痛作用のあるサリシンは、もともとはセイヨウシロヤナギの樹皮から抽出されたもので、後に合成されて一般市販薬のアスピリンになった。ベラドンナのトロパンアルカロイドは毒薬として使われ、初期の人類はこの植物から毒矢を作った。古代ローマでは、クラウディウス帝の妻アグリッピナが毒薬専門の女性ロクスタや、夫のアウグストゥス帝を殺害するために使用したと噂されるリウィアの助言を受けて毒薬として使用した。その他の用途には、白檀から採れるセスキテルペン・サントロールなどの香水がある。
イングリッシュ・イチイの木は、その葉を食べた動物やその実を食べた子供たちに、非常に強い毒性があることが長い間知られていたが、1971年にそこからパクリタキセル（タキソール）が単離され、その後重要な抗がん剤となった。
2017年現在、ほとんどのファイトケミカルの生物学的活性は、単独で、あるいは食品の一部として、未知であるか、十分に理解されていない。体内での役割が確立されたファイトケミカルは必須栄養素に分類される。

## 機能
ファイトケミカルのカテゴリーには、植物に自然に含まれ、正常な生理機能に必要であるため、ヒトでは食事から摂取しなければならない必須栄養素として認識されている化合物が含まれる。
いくつかのファイトケミカルは、ヒトに対して有毒な植物毒であることが知られている。例えば、アリストロキア酸は低用量で発がん性がある。ファイトケミカルの中には、栄養素の吸収を阻害する抗栄養素もある。また、ポリフェノールやフラボノイドのように、多量に摂取すると酸化を促進するものもある。喫煙者がβ-カロテンを多量に摂取した場合はがんのリスクが増すことが示されている。
植物性食品に含まれる難消化性食物繊維は、ファイトケミカルとみなされることが多いが、現在では一般的に、ある種のがんや冠動脈性心疾患のリスクを低減するというヘルスクレーム（健康強調表示）が承認された栄養素群とみなされている。
果物、野菜、穀物、豆類、植物性飲料を多く含む食事は長期的に健康に有益であるが、植物から抽出された非栄養素フィトケミカルのサプリメントを摂取することが同様に健康に役立つという証拠はない。フィトケミカルのサプリメントは、健康増進のために保健当局が推奨しているわけでも、製品ラベルの健康強調表示を規制当局が承認しているわけでもない。

## 消費者と業界のガイダンス
保健当局は、健康の増進と維持のために、果物、野菜、全粒穀物、豆類、ナッツ類を多く含む食事を摂るよう消費者に勧めているが 、特定の非栄養素のファイトケミカルからそうした効果が得られるという証拠は限られているか存在しない。例えば、システマティックレビューやメタアナリシスでは、ファイトケミカルが乳がん、肺がん、膀胱がんに効果があるというエビデンスは弱いか、全くないことが示されている。さらに米国では、植物性食品の摂取ががんにどのような影響を及ぼすかについて、製品ラベルに記載する文言を制限する規制が存在し、食物繊維など、がんに対する健康上の有益性が確立しているものを除き、あらゆるファイトケミカルについての記載が排除されている。
ポリフェノールなどのファイトケミカルは、ポリフェノールの摂取と何らかの病気の抑制や予防との間に因果関係を示す証拠がないため、欧米では特に食品表示から除外されている。
トマトのファイトケミカルであるリコピンなどのカロテノイドについて、アメリカ食品医薬品局は、がんに対する効果のエビデンスが不十分であるとして、リコピンを含む製品のラベルに記載する表示を制限している。

## 分類
ファイトケミカルの分類と含有される一般的な植物
| 分類                                     | 分類                                     | 名称                         | 含まれる植物               |
| ---------------------------------------- | ---------------------------------------- | ---------------------------- | -------------------------- |
| ポリフェノール                           | フラボノイド（色素）                     | アントシアニン               | ブドウ・黒米・ブルーベリー |
| ポリフェノール                           | フラボノイド（色素）                     | イソフラボン                 | 大豆など                   |
| ポリフェノール                           | フェニルプロパノイド                     | セサミノール                 | ゴマなど                   |
| ポリフェノール                           | シゲトン類                               | クルクミン                   | ウコンなど                 |
| 有機硫黄化合物                           | イソチオシアネート類                     | スルフォラファン             | ブロッコリースプラウトなど |
| 有機硫黄化合物                           | システインスルホキシド類                 | メチルシステインスルホキシド | ニンニクなど               |
| 有機硫黄化合物                           | スルフィン類                             | アリシン                     | ニンニクなど               |
| テルペノイド                             | 非栄養系カロテノイド類（色素）           | ルテイン                     | ホウレンソウなど           |
| テルペノイド                             | 非栄養系カロテノイド類（色素）           | リコペン                     | トマト・スイカなど         |
| テルペノイド                             | モノテルペン（香気成分）                 | リモネン                     | 柑橘類                     |
| テルペノイド                             | ステロイド                               | フィトステロール             | 植物油                     |
| 糖関連化合物                             | 多糖                                     | β-グルカン                   | キノコ類                   |
| 糖関連化合物                             | 配糖体                                   | サポニン                     | 豆類・穀物・ハーブ         |
| 長鎖アルキルフェノール誘導体（辛味成分） | 長鎖アルキルフェノール誘導体（辛味成分） | カプサイシン                 | トウガラシ類               |
| 長鎖アルキルフェノール誘導体（辛味成分） | 長鎖アルキルフェノール誘導体（辛味成分） | ギンゲロール                 | ショウガ                   |